# Planet der Affen (Fernsehserie)
Planet der Affen war eine kurzlebige Science-Fiction-Fernsehserie des US-amerikanischen Senders CBS, die sich an den gleichnamigen Kinofilm von 1968 anlehnte. Regie führten Arnold Laven und Don Weis, das Drehbuch schrieb Anthony Wilson.
Die Serie lief in den USA vom 13. September 1974 bis zum 13. Dezember 1974 und zeigte neue Abenteuer eines Astronauten-Teams, welches auf einem Planeten notlandet und feststellen muss, dass dieser von den Affen beherrscht wird. In Deutschland wurden die Episoden erstmals 1989 gezeigt.

## Handlung
Die Astronauten Alan Virdon und Pete Burke müssen mit ihrem Raumschiff auf der Erde notlanden. Verwundert stellen sie fest, dass sie sich im Jahr 3085 befinden. Auf ihrem Heimatplaneten scheinen sich die Dinge grundlegend geändert zu haben, denn inzwischen kontrollieren Affen die Erde und halten sich Menschen als Sklaven. Pete und Alan treffen den Schimpansen Galen, der sprechen kann und sie über die jetzigen Zustände informiert. Die drei werden von Präfekt Barlow gefangen genommen, da er annimmt, dass die beiden Astronauten entlaufene Sklaven sind. Pete soll daraufhin in der Kampfarena gegen einen Gladiator Tolar antreten. Es gelingt ihm, seinen Gegner zu besiegen, den er entgegen allen Erwartungen der Affen nicht tötet.
Nach einem Erdbeben werden Pete und der Gorilla Urko in einem alten U-Bahn-Schacht verschüttet. Notgedrungen muss der misstrauische Affe mit dem Menschen zusammenarbeiten. Da Galen sich verletzt hat, wollen ihn Alan und Pete gesundpflegen, dazu suchen sie Unterschlupf bei einer Schimpansenfamilie, mit der sich die Astronauten ein wenig anfreunden können.
Als sie weiterziehen, entdecken sie in den Überresten einer alten Großstadt einen Computer. Alan und Pete hoffen, so in ihre Zeit zurückkehren zu können, doch sie müssen feststellen, dass der Orang-Utan Zaius, Führer der Affen, und der Gorilla Urko, der das Militär leitet, ständig Jagd auf Menschen machen, sodass die Astronauten ständig auf der Flucht sind. Dabei geraten sie in ein Fischerdorf und werden dort von den Bewohnern gefangen genommen und sollen als Sklaven beim Fischfang helfen. Galen kann sie befreien, doch wird Alan auf der Flucht angeschossen. Schwer verletzt muss er in ein Krankenhaus gebracht werden, wobei ihm Galen helfen kann, da seine ehemalige Freundin Dr. Kira dort als Chirurgin arbeitet. Bei ihren Abenteuern müssen sich die Astronauten sogar gegen Menschen zur Wehr setzen, die den Affen bereitwillig zu Diensten sind, doch gelingt es ihnen immer wieder, dem Orang-Utan Zaius und dem Gorilla Urko zu entkommen.

## Hintergrund
Die Serie wurde in den USA nach nur 14 Episoden aus Mangel an Erfolg und wegen geringer Einschaltquoten wieder eingestellt. Sat.1 sendete von März bis Juni 1989 alle Folgen in deutscher Erstausstrahlung, von August bis November 1990 erneut. Eine weitere Wiederholung der Serie konnte man bei ProSieben von Juni bis September 1991 sehen. In den späten 1990er-Jahren tauchte die Serie dann bei DF1 und dem späteren Premiere auf und wurde dort schon mehrfach gesendet. Zuletzt strahlte Anixe HD die Serie im Sommer 2010 aus.

## Kinofilm
1974 wurde aus den Folgen Zurück in die Zukunft (Escape from Tomorrow) und Das Erdbeben (The Trap) der Kinofilm Notlandung auf dem Planet der Affen (Back to the Planet of the Ape) zusammengestellt.

## Besetzung
| Schauspieler   | Rolle       | Synchronsprecher |
| -------------- | ----------- | ---------------- |
| Roddy McDowall | Galen       | Santiago Ziesmer |
| Ron Harper     | Alan Virdon | Rüdiger Joswig   |
| James Naughton | Peter Burke | Michael Nowka    |
| Mark Lenard    | Urko        | Arnold Marquis   |
| Booth Colman   | Zaius       | Gerd Duwner      |

## Episodenliste
| Episode | Deutscher Titel            | Erstausstrahlung (Deutschland) | Originaltitel              | Erstausstrahlung (USA) | Inhalt |
| ------- | -------------------------- | ------------------------------ | -------------------------- | ---------------------- | --- |
| 01      | Zurück in die Zukunft      | 1. März 1989                   | Escape from Tomorrow       | 13. September 1974     | Diese Episode erzählt die Geschichte des Absturzes der Astronauten, die Rettung und anschließende Gefangennahme von zwei von ihnen und ihre Flucht mit Galen. |
| 02      | Der Gladiator              | 8. März 1989                   | The Gladiators             | 20. September 1974     | Ein Mensch tötet Urkos Leutnant, Jason. Urko glaubt, dass Präfekt Barlow für Jasons Tod verantwortlich ist und versetzt ihn auf den abgelegenen Außenposten von Venton. |
| 03      | Das Erdbeben               | 19. April 1989                 | The Trap                   | 27. September 1974     | Burke und Urko sind gezwungen zusammenzuarbeiten, als sie während eines Erdbebens in einer alten Bay Area Rapid Transit U-Bahn-Station in San Francisco lebendig begraben werden. |
| 04      | Anto, der Farmer           | 5. April 1989                  | The Good Seeds             | 4. Oktober 1974        | Burke, Virdon und Galen fahren zur Farm von Polar. Die Farm ist vier harte Tagesritte von Center City entfernt. Die Reisenden verbringen hier zwei Wochen, damit Galens Bein heilen kann. Während sie dort sind hilft Virdon - der auf einer Farm aufgewachsen ist - Polar die Ernteerträge zu verbessern, führt die Familie in Dinge wie Butter ein und hilft ein Bullenkalb zu liefern, das Polars ältester Sohn braucht, um seine eigene Farm zu gründen. |
| 05      | Spuren der Vergangenheit   | 15. März 1989                  | The Legacy                 | 11. Oktober 1974       | Bei der Erkundung der Ruinen von Oakland (Kalifornien), finden Virdon und Burke eine gefilmte Botschaft von Wissenschaftlern aus einer früheren Zeit, die ihnen helfen könnte herauszufinden, was mit ihrer Zivilisation passiert ist. Mit Jackie Earle Haley in einer Gastrolle. |
| 06      | Das Fischerdorf            | 12. April 1989                 | Tomorrow’s Tide            | 18. Oktober 1974       | Als Virdon und Burke in einem Fischerdorf gefangen genommen werden, das menschliche Sklaven beschäftigt, müssen sie ihren Wert als Fischer beweisen oder den Göttern des Meeres - den Haien - geopfert werden. |
| 07      | Alte Liebe ...             | 26. April 1989                 | The Surgeon                | 25. Oktober 1974       | Virdon wird von einer Gorilla-Patrouille angeschossen. Galen und Burke bringen ihn in ein medizinisches Zentrum außerhalb von Center City, wo er sich einer Operation unterziehen muss, die eine Bluttransfusion beinhaltet. Eine Prozedur von der die Affenärzte glauben, dass sie unmöglich ist. |
| 08      | Menschenjagd               | 3. Mai 1989                    | The Deception              | 1. November 1974       | Während Galen und Virdon eine Bande mörderischer Affendragoner zur Strecke bringen, verliebt sich die blinde Affentochter des letzten Opfers der Dragoner in Burke - nicht ahnend, dass er ein Mensch ist. |
| 09      | Das Pferderennen von Venta | 10. Mai 1989                   | The Horse Race             | 8. November 1974       | Im Austausch für die Freiheit eines verurteilten Menschen erklärt sich Virdon bereit, ein Rennen mit dem Pferd von Präfekt Barlow gegen das von Urko zu bestreiten - der noch nie ein Rennen verloren hat. |
| 10      | Familienbande              | 17. Mai 1989                   | The Interrogation          | 15. November 1974      | Burke wird gefangen genommen und nach Central City gebracht, wo er von einem weiblichen Affen mit Hilfe eines alten Buches über Gehirnwäschetechniken verhört wird. Urko begibt sich auf eine Inspektionstour durch die äußeren Provinzen. |
| 11      | Kampf dem Tyrannen         | 24. Mai 1989                   | The Tyrant                 | 22. November 1974      | Die drei Flüchtlinge riskieren eine Begegnung mit Urko, als sie versuchen, die Pläne eines tyrannischen Affen zu durchkreuzen, der durch Bestechung die totale Kontrolle über einen Bezirk menschlicher Bauern erlangen will. |
| 12      | Die Seuche                 | 22. März 1989                  | The Cure                   | 29. November 1974      | Die Reisenden helfen, als ein Malariaausbruch ein Dorf verwüstet. Der Präfekt misstraut Virdons Behauptung, dass Moskitos aus dem nahe gelegenen Sumpf die Krankheit verbreiten und dass ein Präparat aus Baumrinde (Chinin) sie heilen kann. Er steht aber unter Druck von Zaius Ergebnisse zu erzielen oder Urko wird erlaubt, das Dorf mit allen darin zu verwüsten. |
| 13      | Der Tempel des Todes       | 22. März 1989                  | The Liberator              | 13. Dezember 1974      | Burke, Galen und Virdon werden von einem Dorf halbautonomer Menschen gefangen genommen, die vierteljährlich gezwungen werden, ihren Affenoberherren fünf menschliche Sklaven für die Arbeit in den Minen zu liefern. Der Häuptling des Dorfes opfert unwillige Menschen während einer kultartigen Zeremonie in einem Tempel ihrem Gott. Dieser Tempel entpuppt sich als uralte Ruine, in der sich ein giftiges unsichtbares Gas befindet (wahrscheinlich Phosgen oder Diphosgen aus der Zeit des Ersten Weltkriegs). Später wird entdeckt, dass der Häuptling (der eine kostümierte Gasmaske trägt) ein Arsenal von Gasbomben und eine Brennerei zur Herstellung von Keramikbehältern für giftiges Gas baut. Er beansprucht das moralische Recht, diese Waffen einzusetzen, um die Welt von der Bedrohung durch die Affen zu befreien. (In dieser umstrittenen Episode ging es um die Herstellung von Giftgas als Massenvernichtungswaffe. In der Zeit der Vietnamkriegs-Proteste, der Agent-Orange-Kontroverse, des Jom-Kippur-Krieges, des chilenischen Staatsstreichs von 1973 und der Verabschiedung der War Powers Resolution durch den US-Kongress entschied sich CBS wahrscheinlich, diese Episode nicht während einer Ferienzeit mit solchen nationalen und internationalen Konflikten auszustrahlen.) Anmerkung: Mehrere Quellen, darunter die Fox-DVD-Veröffentlichung und das Buch Timeline of the Planet of the Apes von Rich Handley, führen „The Liberator“ als eine nicht ausgestrahlte Episode auf. Das Buch Timeline gibt auch an, dass sie in den Vereinigten Staaten erst in den frühen 1990er Jahren auf dem Sci-Fi Channel ausgestrahlt wurde. In den Büchern Planet of the Apes Revisited von Joe Russo, Larry Landsman und Edward Gross und Planet of the Apes as American Myth von Eric Greene wird sie jedoch als am 6. Dezember 1974 ausgestrahlt aufgeführt. |
| 14      | Der Traum vom Fliegen      | 31. Mai 1989                   | Up Above the World So High | 6. Dezember 1974       | Virdon, Burke und Galen sind in der Nähe des Meeres auf Nahrungssuche, als sie auf einen Menschen namens Leuric treffen, der in einem selbstgebauten Hängegleiter mit dem Fliegen experimentiert. Aber als Leuric von Gorillasoldaten gefangen genommen wird, versucht eine Schimpansenwissenschaftlerin namens Carisa, Zaius und Urko zu überreden, den Gleiter für ihre eigenen tödlichen Zwecke nachzubauen. Es liegt an Virdon, Burke und Galen, Leuric zu befreien, bevor die Affen seine Technologie zum Fliegen lernen. Anmerkung: Die FOX-DVD-Veröffentlichung und das Timeline-Buch führen Up Above the World So High als am 20. Dezember 1974 ausgestrahlt auf. In den TV-Guide-Listen vom 6. Dezember 1974 ist die Ausstrahlung für dieses Datum vorgesehen. In den Büchern Planet of the Apes Revisited und Planet of the Apes as American Myth steht jedoch, dass die Episode am 20. Dezember 1974 ausgestrahlt wurde. |